# Nationalpark und Indigenenschutzgebiet Isiboro-Secure
Das Indigenen-Schutzgebiet und Nationalpark Isiboro-Secure (Territorio Indígena y parque nacional Isiboro Sécure, TIPNIS) ist ein Naturschutzgebiet in Bolivien. Es wurde mittels des DS 7401 vom 22. November 1965 als Nationalpark begründet und am 24. September 1990 zum indigenen Territorium erklärt. Dies war eine Folge der Kämpfe indigener Völker der Region um ihr Land. Er ist rund 12.363 km² (1.236.296 ha) groß und schützt einen Teil der bolivianischen Yunga, die zum Biodiversitäts-Hotspot der tropischen Anden gehört. Das Land gehört heute drei indigenen Gruppen (Yuracaré, Moxeño und Chimán) und steht unter ihrer Verwaltung. 
Das Gebiet liegt östlich von La Paz am Rande des Amazonas-Regenwaldes. Es befindet sich zwischen dem Departamento Beni (Provinz Moxos) und dem Departamento Cochabamba (Provinz Chapare).

## Geographie

### Klima
Das Klima variiert je nach Höhenlage von kalt und gemäßigt im Hochland bis hin zu warm im Tiefland. Die Jahresmitteltemperatur beträgt zwischen 15 °C (im Bergland), 32 °C (im zentralen bewaldeten Flachland) und 25 °C in den Pampas von Moxos im Norden.
Auch die jährlichen Niederschläge schwanken je nach Lage: im Norden können es 1900 mm sein (Zusammenfluss von Río Isiboro und Río Secure) und 3500 mm im Südosten in der Nähe von Puerto Patino. In 80 % der Fläche schwanken die jährlichen Niederschläge zwischen 2000 mm und 3000 mm. In den Wintermonaten kann es zu Kaltlufteinbrüchen aus dem Süden kommen, was eine Abnahme der Regenmenge zur Folge hat.

### Höhengradient
Der Nationalpark Isiboro-Secure liegt in Höhenlagen zwischen 180 und 3000 Meter. Die durchschnittliche Höhenlage liegt bei 300 bis 400 Meter. Der Süden und der Westen sind bergig mit schroffen Abhängen und umfassen die Serranía de Mosetenes und die Serranía Sejeruma als Ausläufer der östlichen Voranden-Ketten.

### Flusssystem
Das Gebiet liegt im Einzugsgebiet des Mamoré und eines seiner wichtigsten Zuflüsse, des Río Sécure, in den wiederum der Río Isiboro mündet. Der Sécure liegt nördlich und der Isiboro südlich des TIPNIS und beide sind befahrbar. Der Río Ichoa mündet in den Isiboro und durchquert den TIPNIS. Die Flüsse Isiboro, Sécure und Ichoa sind die wichtigsten Transport- und Kommunikationsachsen der Region.

## Flora und Fauna
402 Pflanzenarten wurden im Nationalpark verzeichnet, darunter Baumarten wie Steineiben (Podocarpus spec.), eine Walnussbaum-Art (Juglans boliviana), die Cedrela-Arten Cedrela lilloi und Westindische Zedrele (Cedrela odorata) und Palmen-Arten, zum Beispiel Euterpe precatoria, Geonoma deversa, Dictyocaryum lamarckianum und die Buriti-Palme (Mauritia flexuosa).
Die Fauna ist ebenfalls sehr artenreich, 714 Arten wurden verzeichnet. Das Gebiet beherbergt auch seltene Tierarten wie Brillenbär (Tremarctos ornatus), Jaguar (Panthera onca), Riesenotter (Pteronura brasiliensis) und Harpyie (Harpia harpyja).

## Geplanter Straßenbau
Der bolivianische Präsident Evo Morales und sein damaliger brasilianischer Amtskollege Lula da Silva hatten 2009 alte Pläne für den Bau der Fernstraße Ruta 24 wieder aufgenommen, die das Amazonastiefland mit dem Bergland verbinden sollte. Diese Straße sollte einen Beitrag zur wirtschaftlichen Entwicklung Boliviens leisten und den Warentransport aus dem Osten Boliviens und aus Brasilien in Richtung Pazifik erleichtern. Die mittlere Trasse der Straße hätte jedoch den TIPNIS durchschnitten. Somit wäre laut Kritikern ein leichter Zugang zum Nationalpark für illegale Holzfäller, Ölfirmen und Wanderfeldbau betreibende Bauern geschaffen worden. Die Straße hätte den Regenwald und die traditionell lebenden Völker des TIPNIS bedroht. Ein Gutachten der bolivianischen Behörde für Straßenbau (ABC) ging allerdings davon aus, dass der Bau die Abholzung lediglich um 0,03 % jährlich beeinflussen würde. Die Regierung argumentierte sogar, die Straße sei ein wichtiges Instrument, um die illegale Abholzung im TIPNIS zu bekämpfen.
Der Bau der Straße wurde ohne das nötige Umweltgutachten und auch ohne die vorherige Absprache mit den Bewohnern des Parks beschlossen. 2010 konnten die Indígenas einen Aufschub um ein Jahr erreichen. 2011 wurde das erste Drittel der Straße genehmigt und erste Bauarbeiten begonnen. Mit dem Beginn eines Protestmarsches der Indigenen am 15. August 2011 in Richtung La Paz wehrten sich die drei Völker des TIPNIS gegen jede Trasse, die ihr Territorium durchschneiden würde. Am 25. September lösten Sicherheitskräfte ein während des Protestmarschs errichtetes Lager bei Yucumo gewaltsam auf, wobei es zahlreiche Verletzte gab. Präsident Morales verurteilte daraufhin nicht nur die Polizeiaktion, sondern beschloss auch Gespräche, ein Referendum und den Baustopp der Straße.
In den ersten Oktober-Tagen wurde dann auf Betreiben der Regierungspartei MAS ein Gesetz verabschiedet, in dem die besondere ökologische Bedeutung des TIPNIS-Gebietes ebenso herausgestellt wird wie der Schutz der dort lebenden indigenen Völker. Das TIPNIS-Schutzgesetz verankert in Artikel 3 ein absolutes Eingriffsverbot: »Es wird verordnet, dass weder die Straße Villa Tunari–San Ignacio de Moxos noch eine andere das indigene Territorium und den Nationalpark Isiboro Sécure durchqueren.« Artikel 1 erklärt das Gebiet von der Größe Jamaikas zur »unberührbaren Zone«. Am 27. November 2011 wurde der Schutz der Region in einem weiteren Gesetz präzisiert, vor allem die zukünftige Nutzung der TIPNIS-Region.